# Kumo to Tulip
Kumo to Tulip (jap. くもとちゅうりっぷ, kumo to chūrippu, dt. „Spinne und Tulpe“) ist ein Anime-Kurzfilm aus dem Jahr 1943. Die Handlung, eine moderne Fabel, basiert auf einer zeitgenössischen Erzählung von Michiko Yokoyama.

## Inhalt
Eine Spinne will eine Käferfrau mit Gesang in ihr Netz locken, doch diese erkennt die Gefahr und flieht. Dabei rettet sie sich in eine Tulpe, die daraufhin von der Spinne mit ihrem Faden umwickelt wird. Kurz darauf zieht ein Sturm auf, den die Käferfrau in der Blume übersteht, der aber die Spinne durch die Luft reißt, bis sie schließlich in einer Pfütze landet.

## Produktion und Veröffentlichung
Der Film wurde 1943 unter der Regie von Kenzo Masaoka von Shochiku Doga Kenkyujo produziert. Dabei wurde erstmals eine Multiplankamera für einen japanischen Trickfilm eingesetzt, was zusätzlich zu den Cels für die Animationen auch den Einsatz echter Zweige zwischen den Ebenen ermöglichte. Die Musik komponierte Ryutaro Hirota.
Der Film lief ab dem 15. April 1943 in den japanischen Kinos. 1984 erschien der Film in Japan zusammen mit Momotarō: Umi no Shimpei zusammen auf VHS. Funimation brachte beide Filme in den USA auf DVD und Blu-ray heraus.

## Rezeption und Interpretation
Daniel Kothenschulte sieht Ähnlichkeiten zu den Disney-Produktionen The Moth and the Flame und The Old Mill aus der Reihe Silly Symphonies. Im Gegensatz zu diesen Filmen, bei denen das Naturereignis im Vordergrund stünde, sei es bei Kumo to Tulip das emotionale Drama. Die Natur trete, entsprechend der fernöstlichen Tradition, als beseelter, eigenständiger Akteur auf. Die Spinne, die den Käfer mit Swing-Musik zu locken versucht, symbolisiere die amerikanische Kultur, vor der der Film warnen soll. So reihe sich Kumo to Tulip auch in die Propagandafilme der Kriegszeit ein. Die Schwarz-Weiß-Ästhetik besteche, insbesondere in der Landschaftsdarstellung, durch einen großen Reichtum an Grauwerten und statt naturalistischer Darstellung des Regens wird teils auf abstraktere, ornamentale Darstellung ausgewichen.